# Колумеллиевые
Колумеллиевые (лат. Columelliaceae) — семейство цветковых растений порядка Бруниецветные (лат. Bruniales). Содержит 2 рода и 7 видов.

## Ареал
Представители семейства найдены в Коста-Рике и на западе Южной Америки в Андах. 

## Ботаническое описание

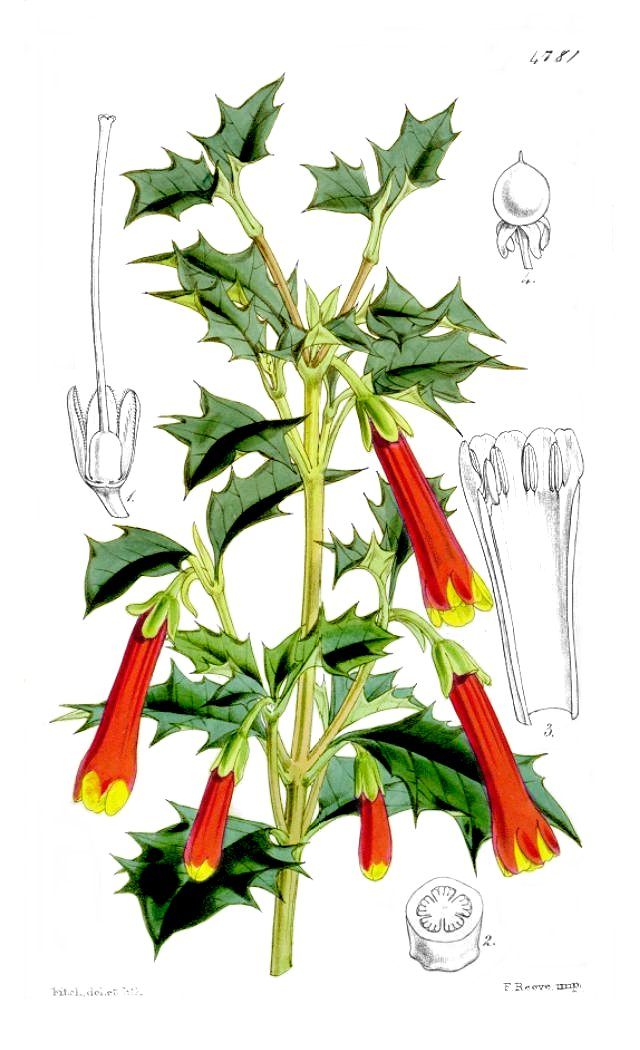
Внешний вид Desfontainia spinosa

Вечнозелёные деревья или кустарники. Листья простые, супротивные. У колумеллии край листа цельный или с зубцами, а листовая пластинка отчётливо асимметричная. Край листа Desfontainia spinosa колючий, что делает её листья похожими на листья падуба (лат. Ilex). Прилистников нет.
Цветки одиночные или собраны по нескольку в верхушечное цимозное соцветие. Цветки двуполые, более или менее зигоморфные, обычно пятичленные. Чашелистики свободные или накладываются внахлёстку. Лепестки срастаются, формируя длинный венчик. Трубка венчика очень короткая, в то время как лепестки имеют большую длину. Их цвет — красный с жёлтым. Тычинки расположены лишь в один круг, внутренний круг отсутствует. У колумеллии тычинки свободные, явно неравные, у основания срастаются с лепестками. У Desfontainia spinosa пять свободных фертильных тычинок. У колумеллии 2 плодолистика сливаются, образуя общую завязь. У Desfontainia spinosa 3-5 плодолистиков также срастаются с образованием общей верхней завязи. Яйцеклетки многочисленны.
У колумеллии плод — коробочка, а у Desfontainia это сочная, белая или жёлтая ягода, на которой отчётлива видна чашечка.

## Таксономическое положение
Таксономическое положение колумеллиевых долго оставалось спорным. Его помещали в порядки Розоцветные (лат. Rosales) (Кронквист, 1981) и Гортензиецветные (лат. Hydrangeales) (Тахтаджян, 1997). Desfontainia spinosa частью авторов помещалась в семейство Логаниевые (лат. Loganiaceae), другими — выделялась в самостоятельное семейство Desfontainiaceae. Наконец, основываясь на данных молекулярных генетических исследований, в системе APG III роды коллумелия и Desfontainia объединили и поместили в порядок Бруниецветные (лат. Bruniales). 

## Таксономия
- Колумеллия (Columellia)[2]
  - Columellia lucida Danguy & Cherm.
  - Columellia oblonga Ruiz & Pav.
  - Columellia obovata Ruiz & Pav.
  - Columellia subsessilis Schltr.
  - Columellia weberbaueri Schltr.

Род Desfontainia обычно считают монотипным с единственным видом Desfontainia spinosa, однако некоторые источники относят к нему ещё два вида:
- Desfontainia fulgens D.Don
- Desfontainia splendens Humb. & Bonpl.